# Pralesnička Vanzoliniova
Pralesnička Vanzoliniova (Ranitomeya vanzolinii) je druh pralesničky z rodu Ranitomeya. Byl pojmenován po brazilském vědci Paulo Vanzolinim. Žije v amazonských pralesích v Brazílii, Peru a pravděpodobně i v Bolívii.

## Popis
Dospělé pralesničky Vanzoliniovy dorůstají délky asi 16,7 až 19 mm. Pralesnička Vanzoliniova má černé zbarvení, na těle má žluté tečky a na nohách modré mřížkování. Během období rozmnožování vydávají samci hlasitý klokotavý zvuk. Na rozdíl od jiných druhů pralesniček se rodiče vracejí, aby krmili svá mláďata. Oplodněné vajíčko umístí do malé kaluže, často na rosu na listech bromélie. Z vajec se později vylíhnou pulci, a jejich rodiče během doby jejich dospívání tvoří pár.[zdroj?]
Ztráta životního prostředí a nelegální prodej způsobuje zmenšování populace této pralesničky.